# لیوسی تاشچیان
لیوسی پطروسی تاشچیان (ارمنی: Լյուսի Պետրոսի Թաշճյան؛ زاده ۲۰ فوریهٔ ۱۹۰۸ ۱۶ سپتامبر ۱۹۹۷) مورخ اهل ارمنستان بود. وی بین سال‌های - تا - میلادی فعالیت می‌کرد.

## زندگی‌نامه
وی در ۲۰ فوریهٔ ۱۹۰۸ در رشت به دنیا آمد و از دانشگاه دولتی باکو (۱۹۴۳) فارغ‌التحصیل گشت. وی همچنین برنده جوایزی همچون چهره فرهنگی شایسته جمهوری ارمنستان شد. وی در ۱۶ سپتامبر ۱۹۹۷ در سن ۸۹ سالگی در ایروان درگذشت.